# Pavel Matyash
Pavel Viktorovitch Matyach (russe : Павел Матяш) est un footballeur international kirghize né le 11 juillet 1987. Il évolue actuellement aux Maldives, au sein du club de Maziya, en tant que gardien de but.

## Biographie

### En club
Pavel Matyash joue en Birmanie, en Malaisie, et aux Maldives.

### En équipe nationale
Il joue son premier match en équipe du Kirghizistan le 28 mars 2009, contre le Népal (score : 1-1).
En mai 2014, il participe à l'AFC Challenge Cup organisée aux Maldives. Lors de cette compétition, il joue trois matchs : contre la Palestine, les Maldives, et la Birmanie.
Il dispute ensuite les éliminatoires du mondial 2018.

## Statistiques internationales
| Équipe du Kirghizistan | Équipe du Kirghizistan | Équipe du Kirghizistan |
| Année                  | Matchs                 | Buts                   |
| ---------------------- | ---------------------- | ---------------------- |
| 2009                   | 5                      | 0                      |
| 2010                   | 0                      | 0                      |
| 2011                   | 0                      | 0                      |
| 2012                   | 0                      | 0                      |
| 2013                   | 7                      | 0                      |
| 2014                   | 6                      | 0                      |
| 2015                   | 5                      | 0                      |
| 2016                   | 3                      | 0                      |
| Total                  | 26                     | 0                      |

## Palmarès
Dordoi
- Champion du Kirghizistan en 2007, 2008, 2009, 2011 et 2012
- Vainqueur de la Coupe du Kirghizistan en 2008, 2010 et 2012
- Vainqueur de la Supercoupe du Kirghizistan en 2012, 2013 et 2014
- Vainqueur de la Coupe du président de l'AFC en 2006 et 2007
- Finaliste de la Coupe du président de l'AFC en 2008, 2009 et 2010

Maziya
- Vainqueur de la Coupe du président (Maldives) en 2015

Kirghizistan
- Troisième de la Nehru Cup en 2009

Récompenses individuelles
- Meilleur gardien de but du championnat du Kirghizistan en 2011 et 2013